# Soprano (Marvel Comics)
Soprano   ou Rouxinol,em edições portuguesas recentes, (Songbird, no original) é uma personagem do Universo Marvel. Seu alter ego é Melissa Joan Gold, originalmente conhecida por Colombina (Screaming Mimi).

## História

### Grapplers
Melissa Gold fugiu de um lar disfuncional onde sua mãe estava presa e seu pai era alcóolatra, e após ir para a cadeia conheceu uma lutadora que a recrutou para o grupo de lutadoras Grapplers, onde Melissa passou a usar o codinome Colombina. A falta de oportunidades fez o grupo passar a fazer missões para a corporação Roxxon, com Melissa recebendo um aparato que a permitia emitir gritos de alta frequência.

### Mestres do Terror
Melissa eventualmente foi chamada pelo Barão Zemo  para entrar para os Mestres do Terror, onde teve a oportunidade de enfrentar diversor heróis, como os Vingadores.

### Thunderbolts
Após o Massacre Marvel fazer vários heróis sumirem, Zemo faz os Mestres do Mal fingirem ser um novo time de super-heróis, os Thunderbolts, onde Melissa passou a usar o codinome Soprano. O problema é que Melissa tinha tomado gosto pela coisa e fez parte do golpe que tirou Zemo do time, que viraram um grupo de super-heróis ilegais.

### Novos Thunderbolts
Melissa se juntou à Abe Jenkins e Atlas para poder formar os Novos Thunderbolts. Ela, em um dos ataques do Quinteto Abissal se machucou e perdeu a voz. Mesmo estando fraca, usou-a de novo numa batalha contra a Hidra. Ela recuperou a voz mas agora, mais do que nunca, sabe o peso de ser herói.

## Poderes e habilidades
Melissa pode usar suas cordas vocais e manipular o som, fazendo gritos agudíssimos, capazes de destruir qualquer coisa ou ensurdecer qualquer pessoa. Seus poderes sonoros são muito poderosos, ela é capaz de moldar o som de qual forma ela imaginar, sua velocidade supersônica lhe torna muito rápida, a manipulação sonora de Soprano é de longe melhor e mais controlada do que a do Raio negro.Ela tem uma armadura com asas atrás. Também pode criar "sons sólidos".
1. ↑  «Imagem onde Melissa é chamada de Rouxinol». Setembro de 2014. Consultado em 21 de julho de 2015
2. ↑  Thunderbolts: Distant Rumblings. Marvel Comics.
3. ↑  Thunderbolts #21